# Campionati europei di 49er & 49er FX 2022
I Campionati europei di 49er & 49er FX 2022 si sono svolti ad Aarhus, in Danimarca, dal 5 al 10 luglio.

## Podi
| Evento  | Oro                                         | Argento                                        | Bronzo                                 |
| 49er    | Spagna Diego Botín Florián Trittel          | Paesi Bassi Bart Lambriex Floris van de Werken | Regno Unito James Peters Fynn Sterritt |
| 49er FX | Paesi Bassi Odile van Aanholt Annette Duetz | Svezia Vilma Bobeck Rebecca Netzler            | Italia Jana Germani Giorgia Bertuzzi   |

## Medagliere
| Posiz. | Nazione     | Oro | Argento | Bronzo | Totale |
| ------ | ----------- | --- | ------- | ------ | ------ |
| 1      | Paesi Bassi | 1   | 1       | 0      | 1      |
| 2      | Spagna      | 1   | 0       | 0      | 1      |
| 3      | Svezia      | 0   | 1       | 0      | 1      |
| 4      | Regno Unito | 0   | 0       | 1      | 1      |
| 4      | Italia      | 0   | 0       | 1      | 1      |
| Totale | Totale      | 2   | 2       | 2      | 6      |